# Grete Hoell

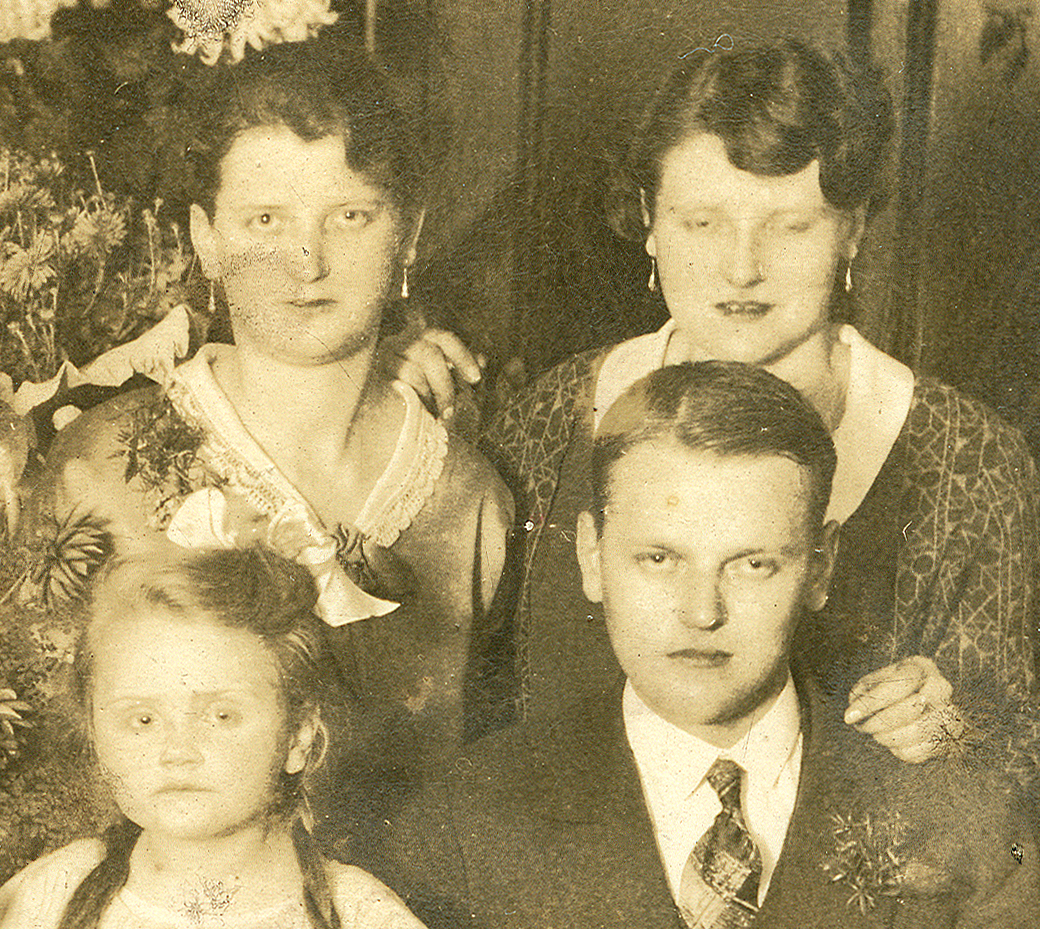
Grete Hoell hinten rechts als junge Frau im Kreise ihrer Geschwister, um 1930/31

Grete Hoell (auch Margarete Hoell beziehungsweise Margarete Nagel genannt, * 18. Oktober 1909 in Hannover; † 15. Juli 1986 ebenda) war eine deutsche kommunistische Widerstandskämpferin.

## Leben

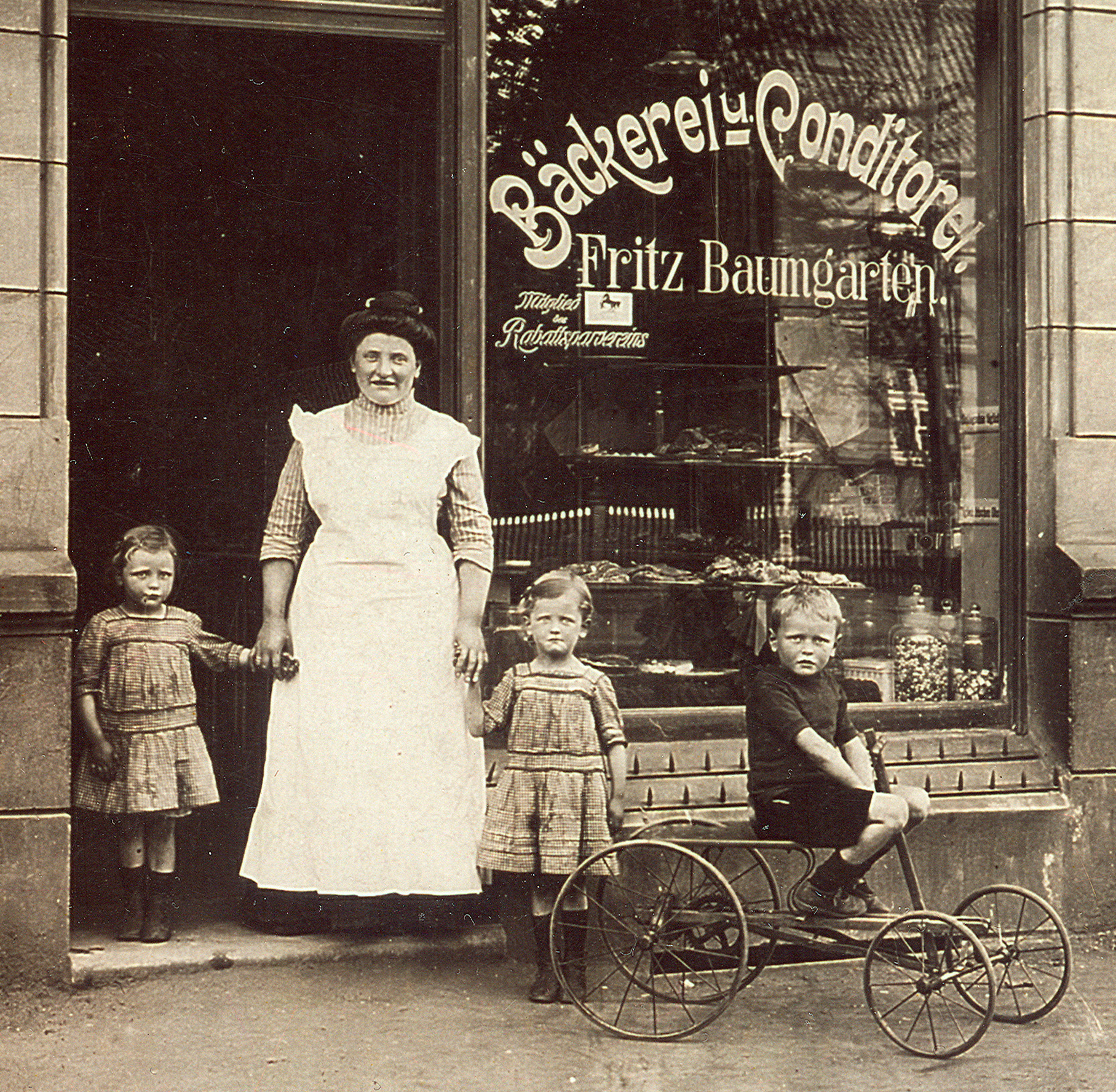
Grete Hoell (ganz links als kleines Mädchen) und Geschwister vor der Bäckerei und Conditorei Fritz Baumgarten in der Herrenhäuser Straße 48 (heute: Stöckener Straße 21), um 1912

Grete Hoell war das dritte Kind des Bäckermeisters Fritz Baumgarten. Nachdem sie bis 1925 die Volksschule besucht hatte, ging sie ein Jahr lang zur Handelsschule. Über ihren Ehemann Theodor Nagel kam sie 1929 zur KPD. 1931 wurde sie geschieden. 1931 lernte sie Kurt Willkomm kennen, der damals der politische Redakteur der Neuen Arbeiter Zeitung war und mit dem sie sich 1932 verlobte. Im Januar 1933 kam ihre gemeinsame Tochter zu Welt. Am 5. November 1933 wurde Willkomm verhaftet und verstarb elf Tage später im hannoverschen Gestapo-Hauptquartier an den Folgen der brutalen Folter.
Am 27. März 1934 wurde Grete Hoell verhaftet: Erst nach knapp einem Jahr verurteilte sie das Oberlandesgericht Hamm am 15. Februar 1935 – mit weiteren 23 Angeklagten – zu einer Gefängnisstrafe, unter anderem wegen Herstellung und Verbreitung illegaler Druckschriften.
Im März 1938 heiratete Hoell den zuvor aus ähnlichen Gründen inhaftierten Werkzeugmacher Emil Hoell († 14. November 1964). Er war wegen kommunistischer Parteiarbeit 1933 erstmals und nach dem 20. Juli 1944 (Unternehmen Walküre) erneut verhaftet worden.
Nach 1945 war Hoell insbesondere für die Vereinigung der Verfolgten des Naziregimes aktiv. Als Zeitzeugin besuchte sie Schulen. 1982/83 gab sie die fünfbändige Reihe Hannoversche Frauen gegen den Faschismus mit heraus.

## Ehrungen

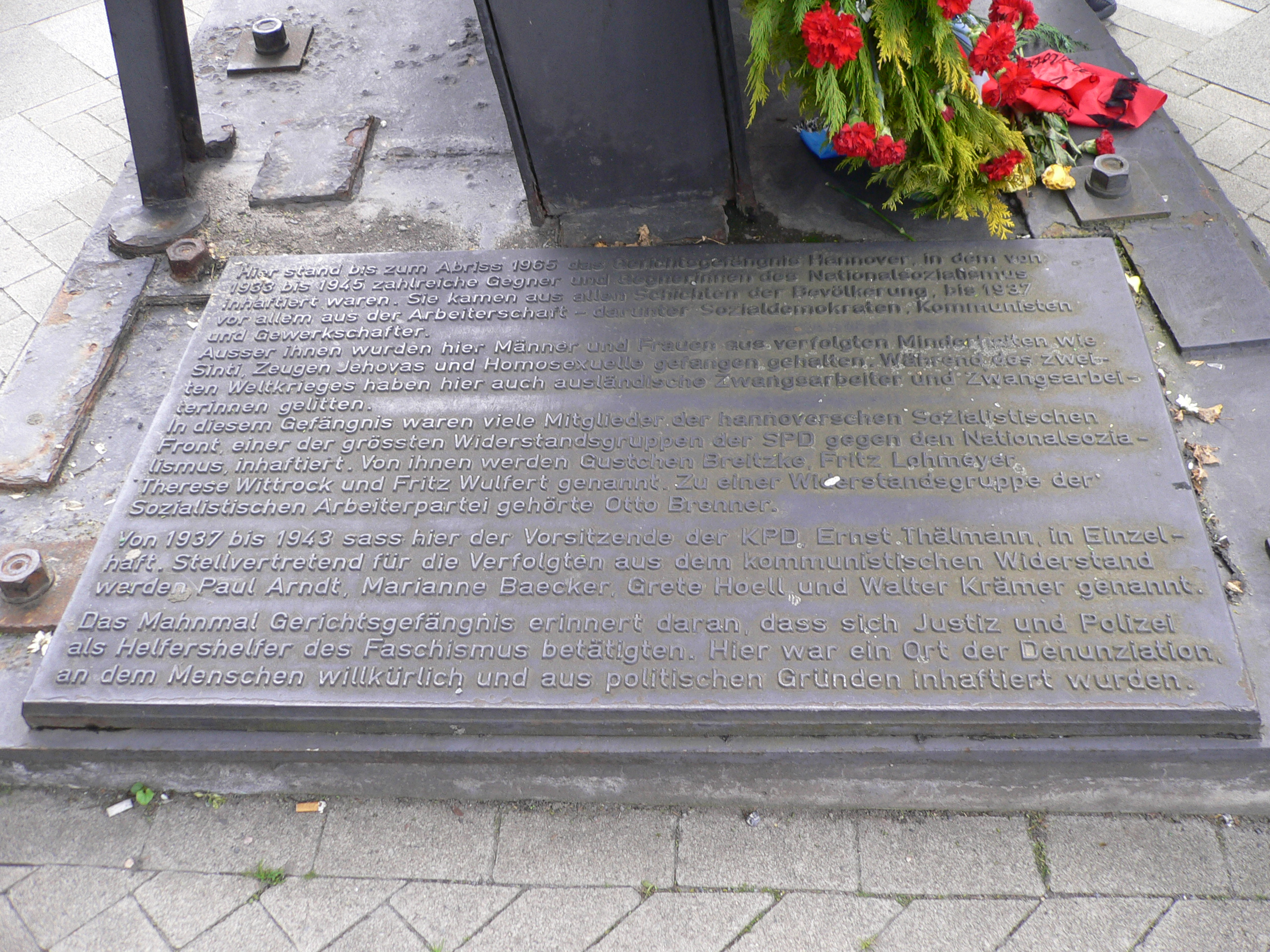
Grete Hoell in der Inschrift am Mahnmal Gerichtsgefängnis Hannover neben dem Pavillon

Am 8. Mai 1989 wurde am Standort des ehemaligen Gerichtsgefängnisses in Hannover das Mahnmal Gerichtsgefängnis enthüllt, das den Namen Grete Hoell als Bestandteil der Gedenkinschrift enthält. Das Mahnmal erinnert an die dort durch das NS-Regime Verfolgten.